# Löh (Schalksmühle)
Löh ist ein Ortsteil von Schalksmühle im Märkischen Kreis im Regierungsbezirk Arnsberg in Nordrhein-Westfalen. Der ursprüngliche Hof Löh wurde in den 1960er Jahren abgetragen und von dem Schalksmühler Schulzentrum überbaut.

## Lage und Beschreibung
Löh liegt südwestlich vom Kernort am Westhang des Hälvertal am Rande des größeren Ortsteils Mathagen, mit dem es zusammengewachsen ist. Weitere Nachbarorte sind neben dem Kernort Mollsiepen, Rotthausen, Am Neuenhaus, Herbecke, Am Alten Hammer, Hälver, Wippekühl und über die Volme hinweg Klagebach, Hütte, Neuenbrücke und Flaßkamp.

## Geschichte
Das dem Kirchspiel Halver angehörige Löh wurde erstmals 1557 urkundlich erwähnt,  die Entstehungszeit der Siedlung wird aber für den Zeitraum zwischen 1050 und 1200 infolge der Rodungsphase nach der hochmittelalterlichen Territorialbildung vermutet. Löh ist ein Abspliss von Rotthausen.
1818 lebten 15 Einwohner im Ort. 1838 gehörte Loeh der Gloerfelder Bauerschaft innerhalb der Bürgermeisterei Halver an. Der laut der Ortschafts- und Entfernungs-Tabelle des Regierungs-Bezirks Arnsberg als Hof kategorisierte Ort besaß zu dieser Zeit sechs Wohnhäuser, eine Fabrikationsstätte bzw. Mühle und vier landwirtschaftliche Gebäude. Zu dieser Zeit lebten 27 Einwohner im Ort, allesamt evangelischen Glaubens.
Der Ort ist auf der Preußischen Uraufnahme von 1840 als Löh verzeichnet. Ab der Preußischen Neuaufnahme von 1892 ist der Ort auf Messtischblättern der TK25 als Löh verzeichnet.
Die Gemeinde- und Gutbezirksstatistik der Provinz Westfalen führt 1871 den Ort als Hof mit fünf Wohnhäusern und 32 Einwohnern auf. Das Gemeindelexikon für die Provinz Westfalen gibt 1885 für Löh eine Zahl von 35 Einwohnern an, die in sechs Wohnhäusern lebten. 1895 besitzt der Ort fünf Wohnhäuser mit 40 Einwohnern und gehörte zum evangelischen Kirchspiel Schalksmühle, 1905 zählt der Ort sechs Wohnhäuser und 33 Einwohner.
Am 1. Oktober 1912 wurde der Bereich um den Ort aus der Gemeinde Halver ausgegliedert und der neu gegründeten Gemeinde Schalksmühle zugewiesen.
In den 1960er Jahren wurde der Hof abgetragen um ein Schulzentrum zu errichten.